# 後藤信康
後藤信康（日语：／ Gotō Nobuyasu，1556年—1614年）是日本戰國時代的武將，伊達氏的家臣，是伊達二十四將之一。
信康是湯目重廣的次男,後藤信家的養子，後來還成為了後藤氏的家督，是智勇雙全的武將，天正13年（1585年）成為了檜原城城主，與蘆名氏戰鬥時立了大功，受到了主君伊達政宗的信任。
天正19年（1591年）、他被伊達政宗任命為亘理郡坂元城主。文祿元年（1592年）豐臣秀吉出兵朝鮮時，他跟隨政宗，立了大功。慶長5年（1600年）關原之戰屬於東軍，與上杉景勝戰鬥時，他又立了大功。由於他經常穿着黃色的衣服上戰場，所以又被稱為黃後藤。